# Kilocore
De Kilocore, gemaakt door Rapport Inc. en IBM, is een multikernprocessor microprocessor met 1,025 kernen die hoge prestaties levert met weinig energieverbruik. De processor bevat één PowerPC kern en 1,024 processing elementen die allemaal een frequentie van 125 MHz hebben. Deze kunnen dynamisch worden geherconfigureerd en zijn verbonden met een gedeelde interconnectie. Dit maakt een hoge prestatie parallelle computer mogelijk.